# Grafologia àrab
La grafologia àrab  estudia els grafismes àrabs aplicant les mateixes tècniques metodològiques d'estudi que la grafologia tradicional occidental, encara que a causa de la diferència formal amb l'alfabet occidental, aquestes tècniques són adaptades a les peculiaritats de la cal·ligrafia àrab.

## Antecedents
No existeixen gaires antecedents sobre el tema. A Espanya, la pionera en aquests estudis és Martha Campos Pérez amb el seu treball Introducció a una grafologia per a l'escriptura persa.
Francesc Viñals i M ª Luz Puente, en la seva llarga trajectòria com a analistes d'escrits i documents, també han realitzat alguns estudis grafològics de persones d'origen àrab, com en el cas de Mohammad Atta, encara que aquests escrits van ser realitzats utilitzant l'alfabet occidental.
A Israel, la grafòloga Dàlia Agmer ha realitzat alguns treballs sobre grafologia àrab, basant els seus estudis en comparacions de textos que pertanyen a persones que escrivien en ambdós alfabets.
També Dafna Yalon ha realitzat una aproximació al tema en el llibre "Graphology across cultures" (La grafologia a través de les cultures), el qual va ser publicat l'any 2003 per The British Institute of Graphologists.
I recentment a Espanya, la grafòloga Julieta Nieto ha presentat un treball especialitzat el qual va ser publicat en l'Anuari 2010 de l'AGC (Agrupació de Grafoanalistas Consultius).

## Simbolisme espacial
L'àrab és una llengua semítica que s'escriu amb l'alifat, al qual els àrabs anomenen ابجد abyad, les principals característiques són: a) arrels consonàntiques, b) escriure en el sentit de dreta a esquerra.
Precisament aquesta última característica és la que més ha portat a confusió entre els estudiosos de l'especialitat.
Mentre uns opinen que l'única diferència es troba en la direcció de progressió de l'escriptura i que, per tant, invertint el simbolisme espacial queden compensades les diferències, altres afirmen que aquesta és una postura bastant simplista i que el simbolisme espacial, tal com es coneix en occident, no és aplicable als grafismes àrabs.

## Fonaments teòrics
En l'actualitat no hi ha fonaments teòrics sòlids de l'especialitat, pel que la comunicació interdisciplinar es reconeix com a fonamental per a establir-los. Principalment els estudis de:
- Lingüística forense: proporciona dades sobre els condicionants personals de l'autor d'un escrit sobre la base del llenguatge utilitzat i la seva relació amb el context sociocultural.
- Cal·ligrafia: analitza les eleccions efectuades entre les diferents opcions cal·ligràfiques existents i reconeixent quines són les característiques psicològiques pròpies que influeixen en l'elecció del model, i com es modifica posteriorment aquest donant lloc així a la impressió formal, personal i identificativa del subjecte.
- Tendències socials: reconeix aquelles que manifesten la seva influència en l'escriptura.
- Perfils culturals: determina com influeixen en el valor intrínsec atribuïble als gestos i característiques observades.
- Psicologia: reconeix les qualitats psicològiques que es reflecteixen en l'escriptura dins de les peculiaritats de l'alfabet àrab.
- Així com d'antropologia forense, llenguatge gestual, història i anàlisi transaccional entre d'altres.